# Перспектива (сочинение)
Перспектива — южнорусское религиозно-полемическое сочинение 1642 года Кассиана Саковича.
Автор из православия перешел в унию, затем в католицизм.
Содержание книги видно уже из её заглавия: «Επανόρθωσις albo Perspectiva у obiasnienie blędow, herezyey y zabobonow w Grekoruskiey cerkwi» etc. Автор указывает на многие настроения в русской церкви того времени, частью вымышленные, частью действительные; многие указания его не лишены историко-культурного и этнографического значения. Местами попадаются пословицы, поговорки, анекдоты. Полемический тон резкий, насмешливый и презрительный.
Против «Перспективы» православные издали в 1644 году «Лифос».